# 格利泽205
格利泽205是位於獵戶座附近一顆光譜類型為M1.5的紅矮星，距離地球18.6光年。